# St Machar’s Cathedral

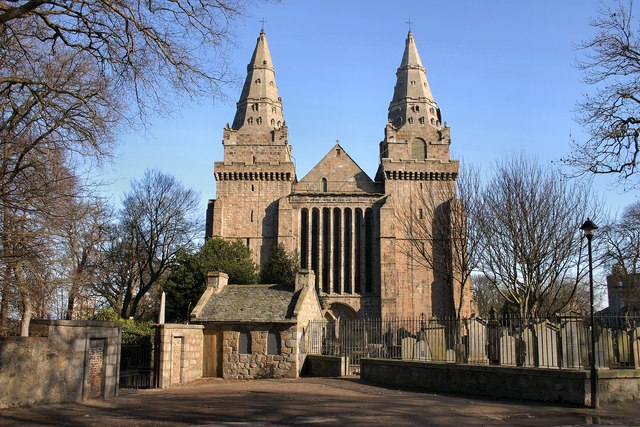
Westfront der St.-Machar-Kathedrale

Die St-Machar-Kathedrale ist eine Kirche der Church of Scotland in Aberdeen, Schottland. Sie befindet sich, nördlich des heutigen Stadtzentrums, in der Altstadt (Old Aberdeen). Formal gesehen handelt es sich bei dem Gebäude nicht um eine Kathedrale, da sie seit dem Jahr 1690 nicht mehr als Bischofssitz dient, sondern um eine sogenannte High Kirk. Ihre Gründung wird dem Heiligen Machar zugeschrieben, der im 6. Jahrhundert die Region um Aberdeen missioniert haben soll.